# Dieter Eßfeld
Dieter Eßfeld (* 1950 in Düsseldorf) ist ein deutscher Sportmediziner, Sportwissenschaftler und Hochschullehrer.

## Leben
1968 bestand Eßfeld in Rheydt sein Abitur, es folgte bis 1977 ein Medizinstudium, welches er in Würzburg und Köln absolvierte, sowie ein anschließendes Promotionsstudium im Fach Sportwissenschaft, das er 1978 an der Deutschen Sporthochschule Köln (DSHS) mit seiner Doktorarbeit (Thema: „Das Einstellverhalten des endexspiratorischen CO2-Partialdrucks [CO-Partialdrucks] bei sprungförmiger Veränderung leichter körperlicher Belastung“) abschloss. 1990 habilitierte er sich an der DSHS, 1991 wurde an der Universität zu Köln Eßfelds zweite Dissertation mit dem Titel „Zur Theorie der Atmungsregulation des Menschen“ angenommen.
Ab 1992 war Eßfeld im Rang eines Akademischen Oberrates am Physiologischen Institut der Sporthochschule tätig, bereits seit 1978 gehörte er dem staatlichen Prüfungsamt und seit 1983 dem Fachbereichsrat II an. Eßfeld, der an der DSHS zum außerplanmäßigen Professor ernannt wurde, forschte unter anderem auf den Gebieten Geh- und Laufergometrie, Auswirkungen von Schwerelosigkeit und Schwerkraft auf den Körper, Sport im Kindes- und im Rentenalter, Einfluss der Flüssigkeitszufuhr auf die Ausdauerleistungsfähigkeit, Blutdruck und Herzfrequenz, Atmung, Ernährungsphysiologie und Sauerstoffaufnahme.
2016 schied Eßfeld nach seiner Entpflichtung aus dem Universitätsdienst aus. Im selben Jahr übernahm er das Amt des Geschäftsführers der Dr. Lück Verwaltungsgesellschaft mbH und 2017 der Precursor GmbH zum Vertrieb des als Abnehmhilfe angebotenen Getränkekonzentrats Precursor, das er gemeinsam mit Stephan Lück entwickelt hatte.